# Minute papillon (film)
Pour les articles homonymes, voir Minute papillon.
Pour plus de détails, voir Fiche technique et Distribution.
Minute papillon est un film français réalisé par Jean Lefèvre et sorti en 1959.

## Fiche technique
- Titre : Minute papillon
- Réalisation : Jean Lefèvre
- Scénario et dialogues : Jean Kerchner et Jean-René Ruttinger
- Photographie : André Germain
- Musique : Marcel Landowski
- Son : Séverin Frankiel
- Décors : Daniel Guéret
- Montage : Jacqueline Brachet
- Directeur de production : Jean Kerchner
- Production : Société des films Sirius
- Pays :  France
- Genre : Comédie
- Durée : 85 minutes
- Date de sortie : 
  - France - 14 juillet 1959

## Distribution
- Fernand Raynaud : Oscar
- André Gabriello : Duret
- Françoise Delbart : Florence
- Paul Frankeur : Moraga
- Liliane Vincent : Corelia
- André Valmy : l'inspecteur Grégoire
- Léo Campion : le ministre
- Jean-Marie Amato : Gropopoff
- Don Ziegler : l'Américain
- Maryse Martin : la bonne dame
- André Chanu : le journaliste
- Alain Bouvette et Serge Davri : les truands
- Grégoire Gromoff
- Guy-Henry